# Мильярино
Мильярино (итал. Migliarino) —  упразднённая коммуна в Италии, располагается в области Эмилия-Романья, подчиняется административному центру Феррара. Ныне является фракцией коммуны Фискалья.
Население коммуны, на 31.12.2013 года, составляло 3621 человек, плотность населения — 102,08 чел./км². Коммуна занимала площадь 35,47 км². 
Почтовый индекс — 44027. Телефонный код — 0533.
В коммуне особо почитаем Животворящий Крест Господень, празднование 3 мая.

## История
Коммуна Мильярино была упразднена 1 января 2014 года, с целью создания новой коммуны Фискалья. Она была создана путём объединения соседних муниципалитетов Мильярино, Мильяро и Масса-Фискалья.